# Накситамаб
Накситамаб — лекарственный препарат, моноклональное антитело для лечения нейробластомы. Одобрен для применения: США (2020).

## Механизм действия
Связывается с GD2

## Показания
- Нейробластома (в комбинации с гранулоцитарно-макрофагальным колониестимулирующим фактором)[3]

## Противопоказания
- Гиперчувствительность

## Беременность
Женщины детородного возраста во время лечения и 2 мес. после него должны использовать методы контрацепции.

## Способ применения
внутривенная инфузия.